# Paul Bunyan
Paul Bunyan és un llenyataire gegant provinent del llegendari estatunidenc. És el protagonista d'una sèrie de contes populars fantàstics que parlen de la seva força sobrehumana. Sovint va acompanyat de Babe the blue ox, un bou de mida sobrenatural de color blau. 
Aquest personatge prové de la tradició oral dels llenyataires nord-americans, i el feu famós l'escriptor William B.Laughead amb un llibret promocional pel Red River Lumber Company de l'any 1916. La figura de Paul Bunyan ha protagonitzat nombroses obres literàries, musicals i teatrals. Es troben diverses escultures gegants en honor d'aquest personatge repartides per Amèrica del Nord.

La primera referència escrita a Paul Bunyan es troba en un editorial anònim del 1904 publicat al Duluth News Tribune:
| \| « \| La seva broma preferida, que sovint gasta en els llenyataires novells, consisteix en una sèrie d'històries imaginatives sobre l'any que en Paul Bunyan va anar a talar arbres a Dakota del Nord. Expliquen que el gran Paul va ser capaç de treure milions d'arbres del bosc a l'any de la "neu blava" […] la cuina en què li preparaven les mongetes i la carn salada era tan gran, que quan el cuiner la volia greixar per fer-hi els pancakes de l'esmorzar, li lligaven un pernil a cada peu i anava patinant per la planxa, que feia de mig milla de llarg. \| » \| | |   |
| | |   |
| « | La seva broma preferida, que sovint gasta en els llenyataires novells, consisteix en una sèrie d'històries imaginatives sobre l'any que en Paul Bunyan va anar a talar arbres a Dakota del Nord. Expliquen que el gran Paul va ser capaç de treure milions d'arbres del bosc a l'any de la "neu blava" […] la cuina en què li preparaven les mongetes i la carn salada era tan gran, que quan el cuiner la volia greixar per fer-hi els pancakes de l'esmorzar, li lligaven un pernil a cada peu i anava patinant per la planxa, que feia de mig milla de llarg. | » |